# Sanopus astrifer
Sanopus astrifer là một loài cá thuộc họ Batrachoididae. Nó là loài đặc hữu của Belize.